# Signalizace se společnou zemí
Signalizace se společnou zemí (anglicky Single-ended signaling) je nejjednodušší a nejčastěji používaná metoda přenosu elektrických signálů vodiči. Jeden vodič nese proměnné napětí, které reprezentuje signál, zatímco druhý vodič je propojen na referenční napětí, obvykle zem.
Hlavní alternativou k signalizaci se společnou zemí je použití diferenciálních signálů. Další, dnes zřídka používanou možností, je nahrazení společného vodiče zemí.
Používání signálů se společnou zemí je méně nákladné než používání diferenciálních signálů, jeho nevýhodou je však mnohem nižší odolnost vůči rušení způsobenému:
1. rozdíly v úrovních zemního napětí mezi vysílacími a přijímacími obvody
2. rušivými signály naindukovanými na signálový vodič

Hlavní výhodou signalizace se společnou zemí oproti diferenciální signalizaci je menší množství vodičů potřebných pro přenos více signálů. Pro přenos n signálů stačí n+1 vodičů – jeden pro každý signál a jeden pro společnou zem. (Diferenciální signalizace naproti tomu vyžaduje 2n vodičů.) Nevýhodou signalizace se společnou zemí je, že zpětné proudy pro všechny signály sdílejí stejný vodič (i kdyby se používaly zvláštní zemní vodiče, budou nevyhnutelně na obou koncích vzájemně propojené), což může způsobovat rušení („přeslechy“) mezi signály.

## Standardy
V minulosti používání signalizace se společnou zemí převládalo; z mnoha rozhraní a komunikačních protokolů, které ji používaly lze uvést:
- Rozhraní RS-232 pro sériovou komunikaci
- Paralelního rozhraní Centronics používané pro připojení tiskáren
- PS/2 konektory pro myš a klávesnici
- Sériovou sběrnici I²C
- Logické obvody TTL
- Logické obvody CMOS
- Logické obvody ECL
- Většinu paralelních počítačových sběrnic, např.:
  - VMEbus
  - PCI
- Rozhraní VGA pro připojení obrazovkových monitorů
- SCSI rozhraní pro pevné disky a jiná periferní zařízení
- Původní paralelní rozhraní ATA pro pevné disky a jiná periferní zařízení

Některé druhy konektorů, přestože jsou častěji používány pro symetrické páry, jsou někdy používány pro signály se společnou zemí:
- Konektor Cinch pro audio signály
- Konektor jack pro audio signály

## Příklad
Příkladem signalizace se společnou zemí je dříve velmi rozšířené rozhraní RS-232, který používá napětí přibližně ±12 V pro signál, zatímco napětí menší než ±3 V reprezentuje absenci signálu. Poměrně vysoké úrovně napětí dávají signálům určitou imunitu proti rušení a šumu, protože přirozeně se vyskytující signály obvykle nemohou vytvořit napětí takové velikosti. Další výhodou je, že vyžadují pouze jeden vodič pro jeden signál. Mají však také vážnou nevýhodu: nemohou pracovat vysokými rychlostmi. Kapacitance a induktance omezuje signály vyšších frekvencí, což omezuje přenosovou rychlost. Velké úrovně napětí potřebné pro buzení dlouhých kabelů také vyžadují nezanedbatelný výkon na vysílacím konci. Tento problém může být omezen použitím nižších napětí, což však zhoršuje odolnost proti rušení.